# Alto Bidasoa
Alto Bidasoa o Malerreka es una comarca y una subzona (según la Zonificación Navarra 2000) de la Comunidad Foral de Navarra en España. Situado en la zona Noroeste de Navarra. Esta comarca está formada por 13 municipios y forma parte de la Merindad de Pamplona.

## Geografía física

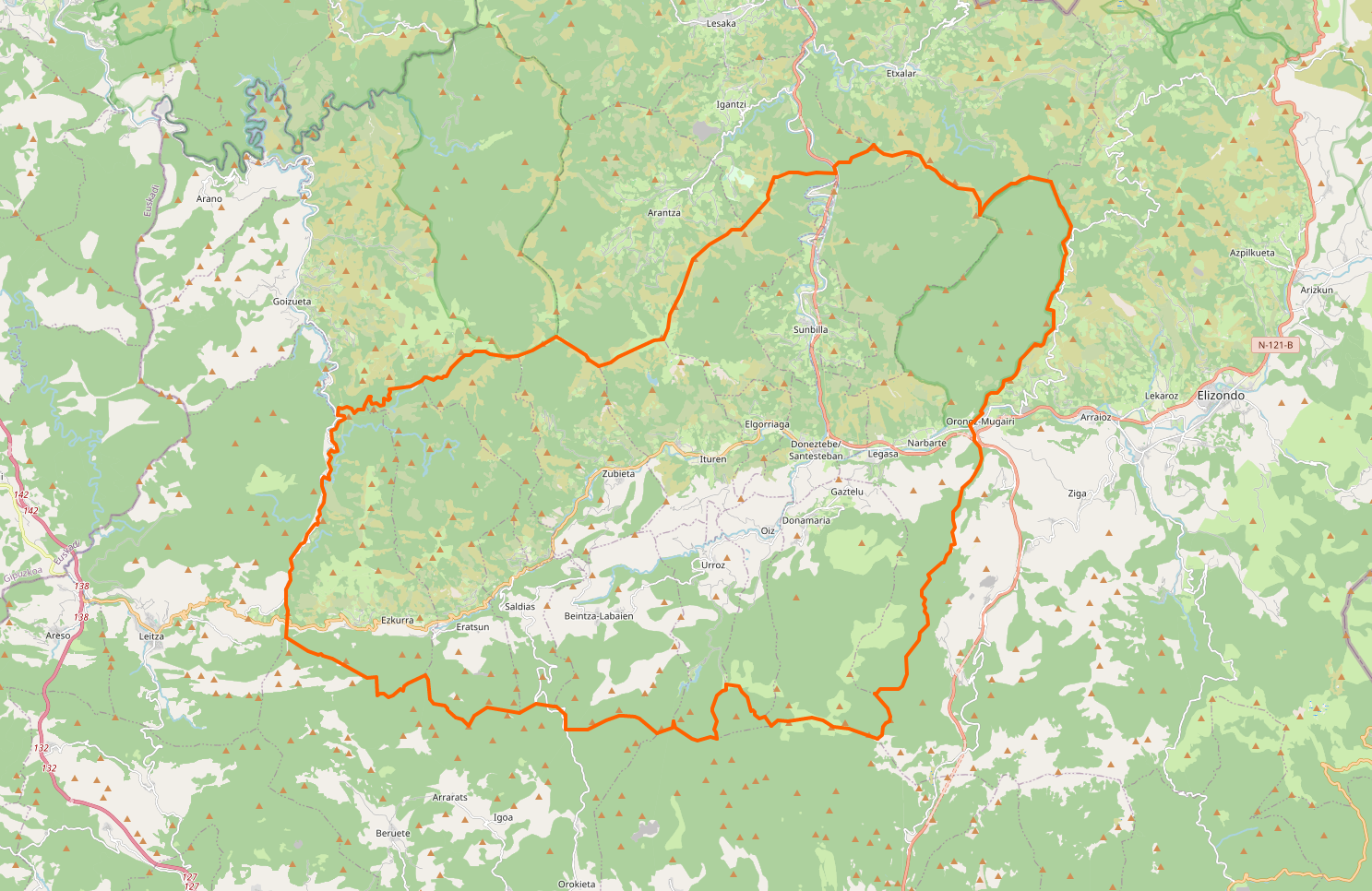
Perímetro de la comarca de Alto Bidasoa / Malerreka

### Situación
La comarca, situada en la parte norte de la Comunidad Foral de Navarra dentro de la zona geográfica denominada Montaña de Navarra, tiene 262,1 km² de superficie y forma parte de los Valles Cantábricos. Por ella discurre el curso alto del río Bidasoa. Limita al norte con la comarca de Cinco Villas, al este con la de Baztán; al sur con la de Ultzamaldea y al oeste con la de Norte de Aralar.
Ocupa el territorio que, en el antiguo régimen, estaba distribuido entre el valle de Santesteban,  Basaburúa Menor y Beritzarana.

## Municipios
La Comarca de Alto Bidasoa está formada por 13 municipios, que se listan a continuación con los datos de población, superficie y densidad correspondientes al año 2024 según el INE. En la última columna se indica el valle histórico en que estuvo encuadrado.
| Municipio            | Población | Superficie | Densidad | Valle histórico      |
| -------------------- | --------- | ---------- | -------- | -------------------- |
| Beinza-Labayen       | 217       | 28,13      | 7.71     | Basaburua Menor      |
| Bértiz-Arana         | 654       | 39,56      | 16.53    | Bertizarana          |
| Donamaría            | 452       | 23,48      | 19.25    | Santesteban de Lerín |
| Elgorriaga           | 210       | 3,87       | 54.26    | Santesteban de Lerín |
| Erasun               | 153       | 25,69      | 5.96     | Basaburua Menor      |
| Ezcurra              | 136       | 23,70      | 5.74     | Basaburua Menor      |
| Ituren               | 526       | 15,51      | 33.91    | Santesteban de Lerín |
| Oiz                  | 133       | 8,10       | 16.42    | Santesteban de Lerín |
| Saldías              | 123       | 8,95       | 13.74    | Basaburua Menor      |
| Santesteban          | 1860      | 8,69       | 214.04   | Santesteban de Lerín |
| Sumbilla             | 674       | 46,79      | 14.4     | Santesteban de Lerín |
| Urroz de Santesteban | 173       | 11,93      | 14.5     | Santesteban de Lerín |
| Zubieta              | 290       | 17,82      | 16.27    | Santesteban de Lerín |